# Newman/Haas Racing

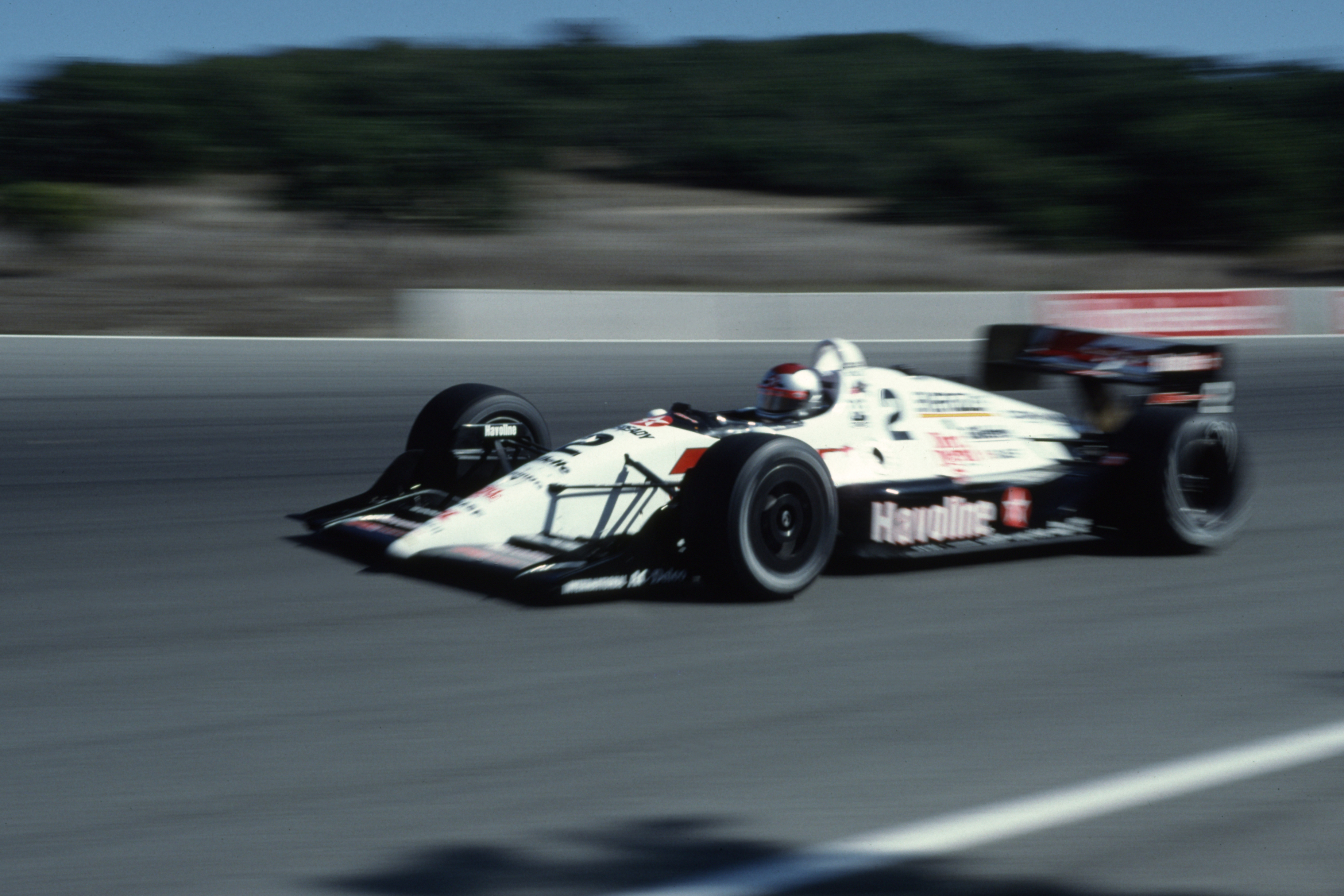
Michael Andretti w 1991 roku

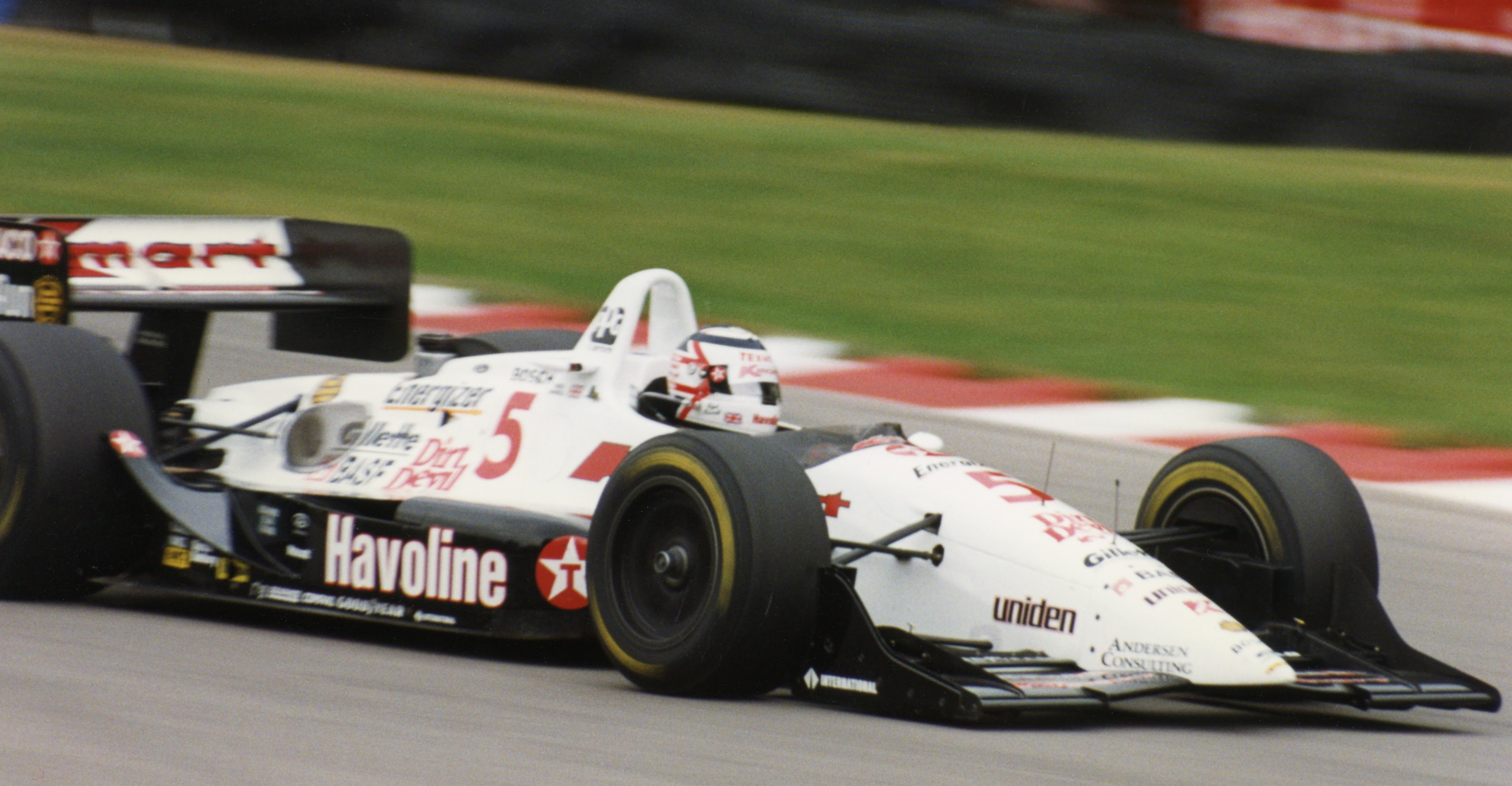
Nigel Mansell w 1993 roku

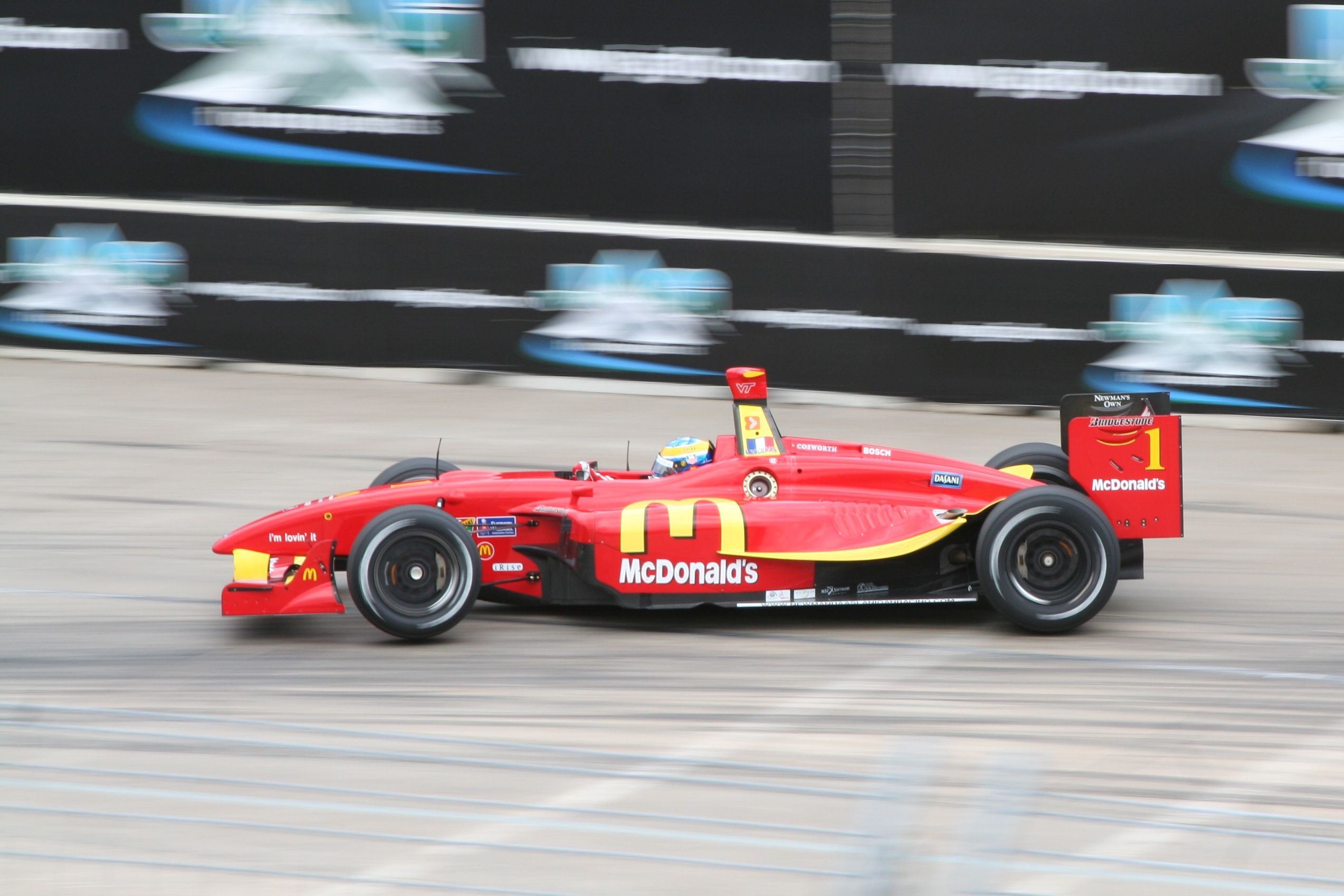
Sébastien Bourdais w 2007 roku

Newman/Haas/Lanigan Racing (NHLR) – były zespół wyścigowy startujący w serii IndyCar. Swoją siedzibę miał w Lincolnshire w amerykańskim stanie Illinois. Newman/Haas Racing powstał gdy aktor Paul Newman i Carl Haas, obaj uczestniczący w mistrzostwach serii Can-Am, rozglądali się w 1982 roku za możliwością wystawienia zespołu w serii CART. Postanowili połączyć siły i w 1983 roku wspólnie wystawili zespół z Mario Andrettim jako kierowcą. Na sukcesy nie musieli długo czekać, bo już w pierwszym sezonie startów Andretti wygrał dwa wyścigi i zajął trzecie miejsce w klasyfikacji generalnej, a w roku 1984 zdobył tytuł mistrzowski. Kolejne tytuły zdobywali dla nich: Michael Andretti w 1991 roku, Nigel Mansell w 1993, Cristiano da Matta w 2002, oraz Sébastien Bourdais w latach 2004, 2005, 2006 i 2007. W roku 2007 do udziałowców zespołu dołączył Mike Lanigan (wcześniej związany z Conquest Racing), w rezultacie czego zespół zmienił nazwę na Newman/Haas/Lanigan Racing.
Od 2008 roku po połączeniu Champ Car i IRL zespół startował w serii IRL IndyCar Series. Już w pierwszym sezonie startów kierowcy zespołu Justin Wilson i Graham Rahal zdobyli po jednym zwycięstwie, jednak ostatecznie zakończyli zmagania odpowiednio na 11. i 17. miejscu. W kolejnym sezonie zespół nie odniósł zwycięstw, ale Rahal dzięki równiejszym wynikom zajął 7. miejsce w klasyfikacji sezonu.
Po odejściu jednego z głównych sponsorów w 2010 roku zespół wystartował tylko z jednym samochodem, w którym zasiadł Hideki Mutoh. W trakcie sezonu (podczas przygotowań do Indianapolis 500) bez żadnego oficjalnego komunikatu prasowego powrócono do nazwy Newman/Haas Racing. W dalszej części sezonu do zespołu powrócił Graham Rahal. Dzięki rozszerzeniu zaangażowania jednego z jego sponsorów, udało się przygotować dla Rahala drugi samochód w którym wystartował w sześciu wyścigach.
W sezonie 2011 do zespołu powrócił Oriol Servià, który w klasyfikacji końcowej zajął czwarte miejsce. Jego partnerem był nowicjusz James Hinchcliffe, który zdobył miano najlepszego debiutanta sezonu. Mimo tych sukcesów, zespół wycofał się ze startów przed sezonem 2012 z powodów finansowych.

## Kierowcy
- Mario Andretti (1983-1994)
- Alan Jones (1985)
- Michael Andretti (1989-1992, 1995-2000)
- Teo Fabi (1992)
- Nigel Mansell (1993-1994)
- Paul Tracy (1995)
- Christian Fittipaldi (1996-2002)
- Roberto Moreno (1997-1999)
- Cristiano da Matta (2001-2002)
- Bruno Junqueira (2003-2006)
- Sébastien Bourdais (2003-2007)
- Oriol Servià (2005, 2009, 2011)
- Graham Rahal (2007-2010)
- Justin Wilson (2008)
- Robert Doornbos (2009)
- Alex Lloyd (2009)
- Hideki Mutō (2010)
- James Hinchcliffe (2011)